# Teoria del signe

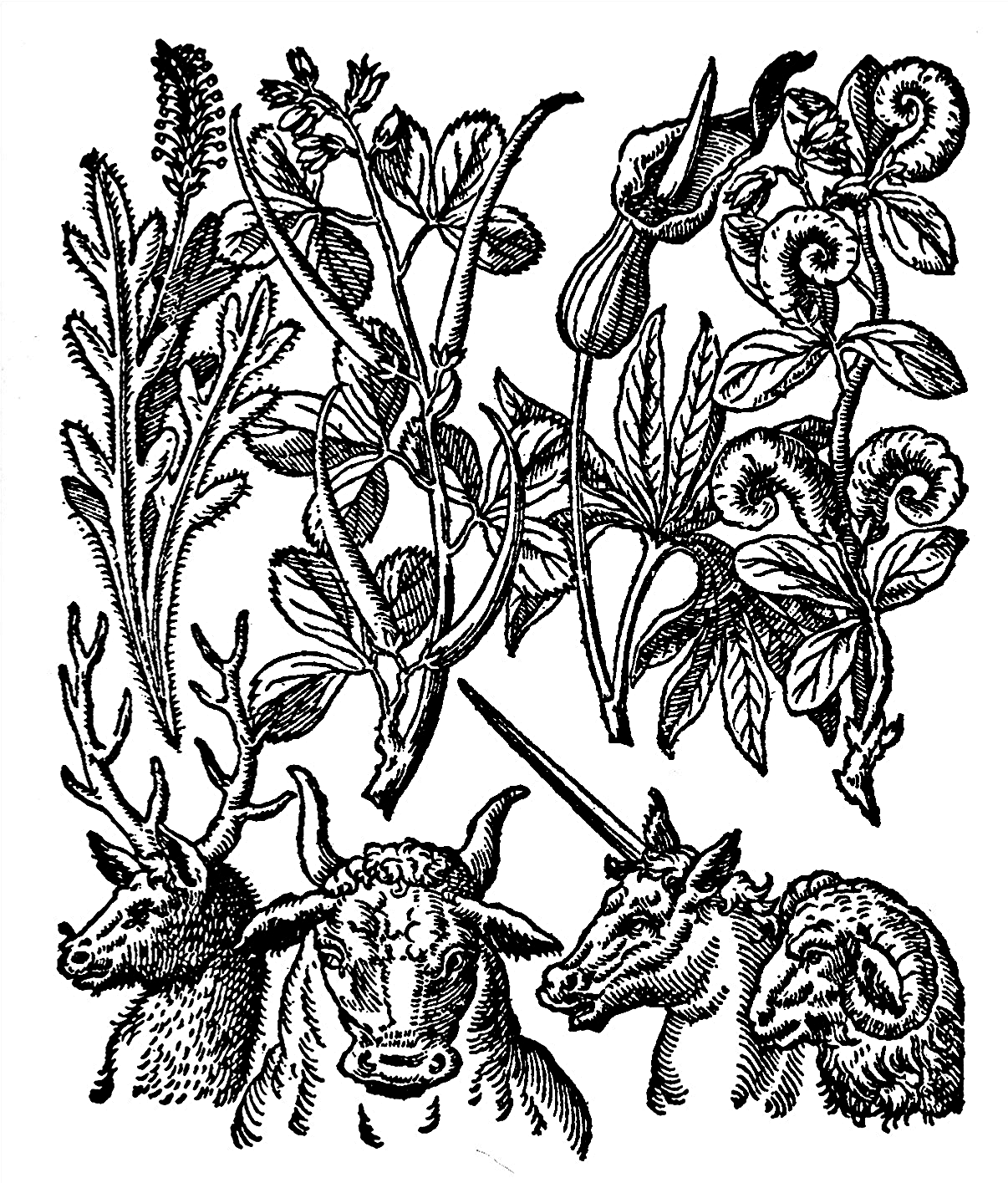
Semblança entre les banyes dels animals i algunes plantes segons Giambattista della Portas al segle XVI

La teoria del signe o doctrina de les signatures en medicina antiga, fa referència a la creença o convicció sobre que les plantes, els animals o els minerals porten sovint els signes que permeten conèixer les seves virtuts. Va ser un element important en la medicina medieval i més enllà fins a ser substituïda per la medicina científica. La teoria de les signatures és un mètode d'observació del món, principalment de les plantes medicinals i la seva lliure associació per analogia amb una part del cos humà que assenyala. Respon al principi, no considerat científic, de similia similibus curantur: els similars són guarits pels seus semblants. La interpretació que les plantes i altres objectes porten el signe de les seves virtuts terapèutiques o màgiques inscrites en el seu propi aspecte és una característica de moltes cultures pretecnològiques, i té una llarga tradició en la cultura europea. En la doctrina de les signatures no calia equivalència, homologia o identitat de funció, entre l'òrgan a tractar i el remei, sinó només algun senyal indicatiu. Aquesta convicció queda reflectida en el noms populars de moltes plantes (herba fetgera, escurçonera, sanguinària blava, pulmonària, etc.) 
Un fonament teològic d'aquesta creença sobre una concordança entre la forma de les plantes i les seves propietats guaridores va ser tingut molt en compte durant segles. Per exemple Jakob Böhme (1575–1624), suggerí que Déu havia marcat els objectes amb un signe, segons perquè servien.
El concepte va ser desenvolupat per Paracels però ja en temps de Galè i Dioscòrides s'estava aplicant.

## Reconeixement científic
En general per a la ciència la doctrina de les signatures és una simple superstició. Els lligams no són causals i es consideren purament coincidentals. En molts casos no s'han confirmat les propietats guaridores atribuïdes en altres casos per exemple la sanguinària blava) no serveix per rebaixar la sang (concepte a més obscur) sinó que té efectes comprovats antipirètics (abaixar la febre). La consolda per tenir aparentment soldades tija i fulles per la teoria del signe serviria per cicatritzar ferides i certament el seu rizoma conté la substància lantoïna que es fa servir per cicatritzant.
En l'homeopatia actual es va escollir plantes del gènere Impatiens per a combatre la impaciència seguint la teoria del signe, en aquest cas el signe és el nom.

## Exemples botànics

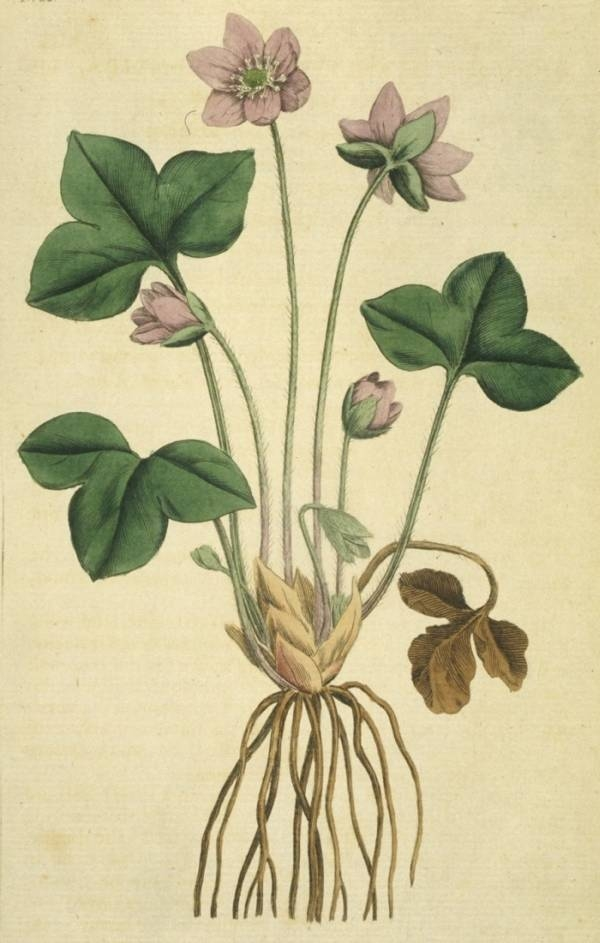
Les fulles d'Hepatica nobilis (herba fetgera) es creia que indicaven que anaven bé contra les malalties del fetge.

- El trèvol pratenc (Trifolium pratense), contra les cataractes, per la taca blanca de les seves fulles.
- Los dàtils (fruits de Phoenix dactylifera) per al cor, por la secció en forma de cor del pinyol.
- Les escurçoneres (Echium spp.) contra la mossegada de l'escurçó, per la forma del fruit, similar al cap d'un escurçó. Él gènere scorzonera prové del català "escurçó" (segons P. Font i Quer).
- Els bulbs bessons de les orquídies, (Orchis és testicle en grec).servirien com afrodisíacs i generadores de descendència masculina o femenina (segons quin bulb es mengi).
- La decocció del roser silvestre (Rosa canina), contra la mossegada del gos rabiós. El senyal és la forma que tenen els agullons d'aquest roser d'ullals de gos.
- L'edelweiss, com que és tot blanc serviria per a la lactància.
- Hyoscyamus niger contra el deteriorament de la dentició, ja que es creia que la càries era formada per cuquets que saltarien amb el fum d'aquesta planta. El signe era la forma dels calzes, similar a un queixal.
- Aspleniun trichomanes) contra caiguda i emblanquiment dels cabells per la forma de la fulla.
- L'herba fetgera (Hepatica nobilis=Hepatica triloba)), contra mals del fetge, per la forma de les fulles i el seu tint sanguini.
- L'interior comestible d'una nou, s'assembla al cervell humà i es considerava bona per a guarir-lo.